# Auktion

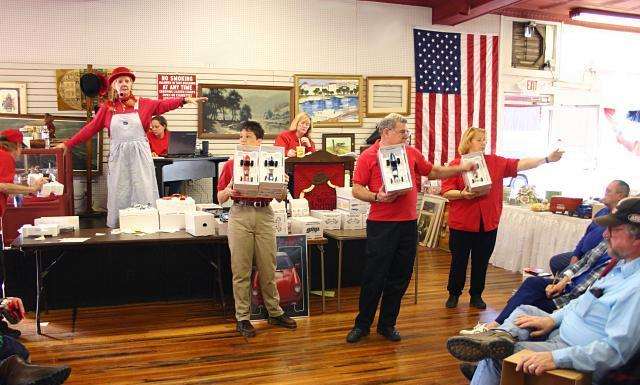
En auktion i USA.

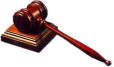
Vid en slagauktion kan en hammare användas för att markera slutbudet.

Auktion är en metod med försäljning och köp via budgivning (prisförslag) under en begränsad tid, där den som bjuder högst (vid lös egendom) måste köpa varan (gäller vid fast egendom först sedan även köpekontraktet är undertecknat). Auktioner kan sträcka sig över skilda tidsperioder, allt ifrån fastighetsauktioner, som ibland varar i flera veckor, till budgivningar som varar i fyra sekunder vid stora blomsterauktioner i Nederländerna.
Bokauktion är en försäljningsform där böcker säljs till högstbjudande genom förmedling av en tredje part, oftast en auktionsfirma. Presumtiva köpare bjuder växelvis över varandra och den köpare som vid auktionstillfället är villig att betala mest för boken blir köpare. I regel tar auktionsfirman ut en provision från både säljare och köpare på det slutliga "klubbade" beloppet.
De första kända bokauktionerna i Sverige ägde rum 1664 i Stockholm. Innan den moderna antikvariatsbokhandelns framväxt var bokauktionerna den viktigaste försäljningsformen för äldre böcker.
Traditionella slagauktioner bedrivs i Sverige bland annat av Bukowskis, Stockholms auktionsverk och Uppsala auktionskammare. Christie's och Sotheby's är exempel på stora internationella auktionshus.
Nätauktioner har idag blivit mycket populära. Här sker köp och försäljning via nätet, men reglerna är ofta ungefär desamma som i traditionella auktioner. På Tradera, eBay med flera webbplatser säljer privatpersoner eller företag själva sina föremål. En annan typ av nätauktion är de expertvärderade där föremål lämnas in till ett auktionshus där experter mot avgift katalogiserar, värderar m.m. och sedan säljer på kommission.
Nedanstående lista över huvudtyperna (med sina internationella termer) torde vara någorlunda fullständig. Dock förekommer att auktionisten eller auktionsföretaget uppställer specialregler som bekantgörs innan själva auktionen startar. Således kan man ibland urskilja undergrupper till huvudtyperna. Nya auktionstyper konstrueras ("auction design") och dyker upp från tid till annan.
Auktioner utgör alternativ till "begärt pris" (med prutmån) eller "Asking price". Ett annat alternativ är "fast pris" eller "Posted price" (mest känt genom daglighandelns streckkoder).

## Tidsåtgång
Varje auktionstyp har sina specifika egenskaper såsom exakthet vid prissättningen samt tidsåtgång. Antalet samtidiga budgivare har stor betydelse.
Stigande öppen budgivning i lugnt tempo med många budgivare resulterar i ett slutpris, som ligger nära det verkliga marknadsvärdet.[källa behövs]
Där antalet budgivare är ringa och varje budgivare endast får inge ett enda bud, sparar man tid, men förlorar i exakthet.

## Avgifter
Auktioner som sker via någon auktionsfirma eller auktionssajt finansieras normalt via avgifter som endera tas ut av säljaren eller av både säljaren och köparen. Avgifterna kan utgöras av ett fast belopp, ett procentuellt belopp eller en kombination av båda. Några termer som förekommer för de olika typerna av avgifter är:
- inropsavgift - en procentuell avgift som tas ut av köparen.
- droit de suite - en ytterligare procentuell avgift som tas ut av köparen vid inköp av vissa konstverk, och som går till konstnären eller dennes arvingar.
- slagavgift - en fast avgift som tas ut av köparen.
- försäljningsprovision - en procentuell avgift (provision) som tas ut av säljaren.

Auktionsavgifter är momsbelagda, medan själva varan som ropas in på auktion vanligen inte är det.

## Slagauktion
Slagauktion är den traditionella typen av auktion, med utropare och som äger rum i en auktionssal eller på annan fysisk plats. Begreppet används ofta i kontrast mot nätauktioner.

## Auktionstyper
- ljusauktion
- engelsk auktion
- holländsk auktion
- fransk auktion
- schweizisk auktion
- förstaprisauktion
- andraprisauktion
- öresauktion
- nätauktion
- exekutiv auktion
- Lägsta bud-auktion
- offentlig auktion